# Дискографія Rage Against the Machine
Дискографія гурту Rage Against the Machine нараховує 4 студійних альбоми, 2 концертних альбоми, 17 синглів, 3 відео і 13 теледисків.

## Студійні альбоми
| Рік                                                                       | альбом                                                                                                | позиція в хіт-парадах | позиція в хіт-парадах | позиція в хіт-парадах | позиція в хіт-парадах | позиція в хіт-парадах | позиція в хіт-парадах | позиція в хіт-парадах | позиція в хіт-парадах | позиція в хіт-парадах | позиція в хіт-парадах | позиція в хіт-парадах | позиція в хіт-парадах | сертифікації                                                                   |
| Рік                                                                       | альбом                                                                                                | US                    | AUS                   | AUT                   | CAN                   | FIN                   | FRA                   | GER                   | NLD                   | NZ                    | SWE                   | SWI                   | UK                    | сертифікації                                                                   |
| ------------------------------------------------------------------------- | --- | --------------------- | --------------------- | --------------------- | --------------------- | --------------------- | --------------------- | --------------------- | --------------------- | --------------------- | --------------------- | --------------------- | --------------------- | ------------------------------------------------------------------------------ |
| 1992                                                                      | Rage Against the Machine - Виданий:: 11 листопада 1992 - Лейбл: Epic (ZK 52959) - Формати: CD, CS, LP | 45                    | 12                    | —                     | —                     | —                     | 129                   | 22                    | 5                     | 9                     | 22                    | 16                    | 17                    | US: 3× платиновий диск AUS: золотий диск CAN: платиновий диск UK: золотий диск |
| 1996                                                                      | Evil Empire - Виданий:: 16 квітня 1996 - Лейбл: Epic (EK 57523) - Формати: CD, CS, LP                 | 1                     | 2                     | 2                     | 4                     | 5                     | 26                    | 2                     | 4                     | 3                     | 1                     | 4                     | 4                     | US: 3× платиновий диск CAN: платиновий диск UK: срібний диск                   |
| 1999                                                                      | The Battle of Los Angeles - Виданий:: 2 листопада 1999 - Лейбл: Epic (EK 69630) - Формати: CD, CS, LP | 1                     | 2                     | 17                    | 1                     | 2                     | 10                    | 7                     | 28                    | 1                     | 4                     | 15                    | 23                    | US: 2× платиновий диск AUS: платиновий диск CAN: 2× платиновий диск            |
| 2000                                                                      | Renegades - Виданий:: 5 грудня 2000 - Лейбл: Epic (EK 85289) - Формати: CD, CS, LP                    | 14                    | 10                    | 66                    | 13                    | 25                    | —                     | 47                    | —                     | —                     | —                     | 49                    | 71                    | US: платиновий диск AUS: платиновий диск                                       |
| «—» nie zostały wydane w danym kraju lub nie trafiły na listy rankingowe. | |                       |                       |                       |                       |                       |                       |                       |                       |                       |                       |                       |                       |                                                                                |

## Концертні альбоми
| Рік  | Альбом | Найвища позиція | Найвища позиція | Найвища позиція | Найвища позиція | Сертифікації         |
| Рік  | Альбом | US              | UK              | FRA             | NZ              | Сертифікації         |
| ---- | --- | --------------- | --------------- | --------------- | --------------- | -------------------- |
| 1998 | Live & Rare - Виданий:: 30 червня 1998 - Лейбл: Sony Japan (SRCS 8361) - Format: CD                           | —               | —               | —               | —               |                      |
| 2003 | Live at the Grand Olympic Auditorium - Виданий:: 25 листопада 2003 - Лейбл: Epic (EK 85114) - Формати: CD, LP | 94              | 151             | 101             | 34              | AUS: платиновий диск |

## Компіляції
| Рік  | Альбом |
| ---- | --- |
| 2010 | The Collection - Виданий:: травень 2010 (Europa); 29 червня 2010 (USA) - Лейбл: Sony Music (SMI 88697) - Format: колекційне видання 5-CD - Zawiera utwory z albumów: Rage Against the Machine Evil Empire The Battle of Los Angeles Renegades Live at the Grand Olympic Auditorium |

## Демо
| рік  | альбом                                                                                              |
| ---- | --------------------------------------------------------------------------------------------------- |
| 1991 | Rage Against the Machine - Виданий:: грудень 1991 - Лейбл: Atlantic Records - Формат: 12-track tape |

## Сингли
| Рік  | Сингл                         | Найвища позиція | Найвища позиція | Найвища позиція | Найвища позиція | Найвища позиція | Найвища позиція | Найвища позиція | Найвища позиція | Найвища позиція | Найвища позиція | Найвища позиція | Альбом                    |
| Рік  | Сингл                         | US              | US Main.        | US Mod.         | AUS             | FRA             | NLD             | NZ              | NOR             | SWE             | UK              | IRE             | Альбом                    |
| ---- | ----------------------------- | --------------- | --------------- | --------------- | --------------- | --------------- | --------------- | --------------- | --------------- | --------------- | --------------- | --------------- | ------------------------- |
| 1992 | «Killing in the Name»[A]      | —               | —               | —               | 7               | —               | 13              | 8               | —               | —               | 1               | 2               | Rage Against the Machine  |
| 1993 | «Bullet in the Head»          | —               | —               | —               | —               | —               | 47              | 19              | —               | —               | 16              | 28              | Rage Against the Machine  |
| 1993 | «Bombtrack»                   | —               | —               | —               | —               | —               | 8               | 11              | —               | —               | 37              | —               | Rage Against the Machine  |
| 1994 | «Freedom»                     | —               | —               | —               | —               | —               | —               | 17              | —               | —               | —               | —               | Rage Against the Machine  |
| 1994 | «Year of tha Boomerang»       | —               | —               | —               | —               | —               | —               | —               | —               | —               | —               | —               | Studenci                  |
| 1996 | «Bulls on Parade»             | 62              | 36              | 11              | 29              | 27              | 46              | 22              | 4               | 9               | 8               | 26              | Evil Empire               |
| 1996 | «People of the Sun»           | —               | —               | —               | —               | —               | —               | —               | —               | —               | 26              | —               | Evil Empire               |
| 1996 | «Down Rodeo»                  | —               | —               | —               | —               | —               | —               | —               | —               | —               | —               | —               | Evil Empire               |
| 1997 | «Vietnow»                     | —               | —               | —               | —               | —               | —               | —               | —               | —               | —               | —               | Evil Empire               |
| 1998 | «The Ghost of Tom Joad»       | —               | 35              | 34              | —               | —               | —               | —               | —               | —               | —               | —               | Non-album single          |
| 1998 | «No Shelter»                  | —               | 30              | 33              | —               | —               | —               | —               | —               | —               | —               | —               | Godzilla                  |
| 1999 | «Guerrilla Radio»             | 69              | 11              | 6               | —               | —               | —               | —               | 17              | 42              | 32              | —               | The Battle of Los Angeles |
| 2000 | «Sleep Now in the Fire»       | 112             | 16              | 8               | —               | —               | —               | —               | —               | —               | 43              | —               | The Battle of Los Angeles |
| 2000 | «Testify»                     | —               | 22              | 16              | —               | —               | —               | —               | —               | —               | —               | —               | The Battle of Los Angeles |
| 2000 | «Calm Like a Bomb»            | —               | —               | —               | —               | —               | —               | —               | —               | —               | —               | —               | The Battle of Los Angeles |
| 2000 | «Renegades of Funk»           | 109             | 19              | 9               | —               | —               | —               | —               | —               | —               | —               | —               | Renegades                 |
| 2001 | «How I Could Just Kill a Man» | —               | 39              | 37              | —               | —               | —               | —               | —               | —               | —               | —               | Renegades                 |

## DVD
| Рік  | Відео                                                                                                  | Найвища позиція                         | Сертифікації                             |
| ---- | --- | --------------------------------------- | ---------------------------------------- |
| 1997 | Rage Against the Machine - Виданий:: 25 листопада 1997 - Лейбл: Epic (EVD 50160) - Формат: DVD, VHS    | - 2. na Billboard Top Music Video chart | US: 2× платиновий диск                   |
| 2001 | The Battle of Mexico City - Виданий:: 20 лютого 2001 - Лейбл: Epic (EVD 50213) - Format: DVD, VHS      | - 4. na Billboard Top Music Video chart | US: золотий диск AUS: 2× платиновий диск |
| 2003 | Live at the Grand Olympic Auditorium - Виданий:: 9 грудня 2003 - Лейбл: Epic (EVD 56012) - Format: DVD | - 7 na Billboard Top Music Video chart  | US: золотий диск AUS: 3× платиновий диск |

## Відеокліпи
| Рік  | Назва                         | Режисер                      |
| ---- | ----------------------------- | ---------------------------- |
| 1992 | «Killing in the Name»         | Peter Gideon                 |
| 1993 | «Bullet in the Head»          | BBC Worldwide Americas, Inc. |
| 1993 | «Bombtrack»                   | Peter Christopherson         |
| 1993 | «Freedom»                     | Peter Christopherson         |
| 1996 | «Bulls on Parade»             | Peter Christopherson         |
| 1996 | «People of the Sun»           | Peter Christopherson         |
| 1997 | «The Ghost of Tom Joad»       | Heather Perry                |
| 1998 | «No Shelter»                  | Gavin Bowden                 |
| 1999 | «Guerrilla Radio»             | Honey                        |
| 2000 | «Sleep Now in the Fire»       | Michael Moore                |
| 2000 | «Testify»                     | Michael Moore                |
| 2000 | «Renegades of Funk»           | Steven Murashige             |
| 2003 | «How I Could Just Kill a Man» | Harri Kristin                |

1. 1 2  Artist Chart History - Rage Against the Machine > Albums (англ.). Billboard.com. Архів оригіналу за 28 грудня 2008. Процитовано 29 жовтня 2008.
2. ↑  Australian charts portal - Search for: Rage Against the Machine > Album (англ.). australian-charts.com. Архів оригіналу за 20 грудня 2008. Процитовано 29 жовтня 2008.
3. ↑  Hitparade Österreich - Suche nach: Rage Against the Machine > Alben (German) . austriancharts.at. Архів оригіналу за 29 грудня 2008. Процитовано 29 жовтня 2008.
4. ↑  Rage Against the Machine > Charts & Awards > Billboard Albums (англ.). Allmusic. Архів оригіналу за 17 жовтня 2010. Процитовано 30 жовтня 2008.
5. ↑  Finnish charts portal - Search for: Rage Against the Machine > Album (англ.). finnishcharts.com. Архів оригіналу за 20 грудня 2008. Процитовано 29 жовтня 2008.
6. 1 2  Les charts français - Recherche pour: Rage Against the Machine > Album (French) . lescharts.com. Архів оригіналу за 22 грудня 2008. Процитовано 29 жовтня 2008.
7. ↑  Chartverfolgung / Rage Against the Machine / Longplay (German) . Musicline.de. Архів оригіналу за 8 квітня 2013. Процитовано 29 жовтня 2008.
8. ↑  Dutch charts portal - Zoeken naar: Rage Against the Machine > Album (Dutch) . dutchcharts.nl. Архів оригіналу за 20 грудня 2008. Процитовано 29 жовтня 2008.
9. 1 2  New Zealand charts portal - Search for: Rage Against the Machine > Album (англ.). charts.org.nz. Архів оригіналу за 19 грудня 2008. Процитовано 29 жовтня 2008.
10. ↑  Swedish charts portal - Search for: Rage Against the Machine > Album (англ.). swedishcharts.com. Архів оригіналу за 22 грудня 2008. Процитовано 29 жовтня 2008.
11. ↑  Swiss charts portal - Search for: Rage Against the Machine > Album (англ.). swisscharts.com. Архів оригіналу за 19 грудня 2008. Процитовано 29 жовтня 2008.
12. 1 2 3  Rage Against the Machine: Albums / Singles (англ.). Chart Stats. Архів оригіналу за 29 липня 2012. Процитовано 29 жовтня 2008.
13. 1 2 3 4 5 6 7  RIAA - Gold & Platinum: Searchable Database (англ.). Recording Industry Association of America. Архів оригіналу за 26 червня 2007. Процитовано 29 жовтня 2008.
14. ↑  ARIA Charts - Accreditations - 2001 Albums (англ.). Australian Recording Industry Association. Архів оригіналу за 17 червня 2009. Процитовано 30 жовтня 2008.
15. 1 2 3  Search Certification Database (англ.). Canadian Recording Industry Association. Архів оригіналу за 26 грудня 2009. Процитовано 29 жовтня 2008.
16. 1 2  Certified Awards (англ.). British Phonographic Industry. 1 липня 1993. Архів оригіналу за 6 жовтня 2017. Процитовано 29 жовтня 2008. {{cite web}}: Недійсний |deadurl=404 (довідка)
17. ↑  Top 100 Albums. „RPM”. 63 (11), 1996-04-29 [] Помилка: {{Lang}}: немає тексту (допомога). [dostęp 2008-10-30].
18. ↑  ARIA Charts - Accreditations - 1999 Albums (англ.). Australian Recording Industry Association. Архів оригіналу за 11 червня 2011. Процитовано 30 жовтня 2008.
19. ↑  ARIA Charts - Accreditations - 2000 Albums (англ.). Australian Recording Industry Association. Архів оригіналу за 5 лютого 2014. Процитовано 30 жовтня 2008.
20. ↑  ARIA Charts - Accreditations - 2004 Albums (англ.). Australian Recording Industry Association. Архів оригіналу за 7 серпня 2008. Процитовано 30 жовтня 2008.
21. 1 2 3  Artist Chart History - Rage Against the Machine > Singles (англ.). Billboard.com. Архів оригіналу за 28 грудня 2008. Процитовано 29 жовтня 2008.
22. ↑  Australian charts portal - Search for: Rage Against the Machine > Song (англ.). australian-charts.com. Архів оригіналу за 20 грудня 2008. Процитовано 29 жовтня 2008.
23. ↑  Les charts français - Recherche pour: Rage Against the Machine > Chanson (French) . lescharts.com. Архів оригіналу за 22 грудня 2008. Процитовано 29 жовтня 2008.
24. ↑  Dutch charts portal - Zoeken naar: Rage Against the Machine > Nummer (Dutch) . dutchcharts.nl. Архів оригіналу за 20 грудня 2008. Процитовано 29 жовтня 2008.
25. ↑  New Zealand charts portal - Search for: Rage Against the Machine > Song (англ.). charts.org.nz. Архів оригіналу за 19 грудня 2008. Процитовано 29 жовтня 2008.
26. ↑  Norwegian charts portal - Search for: Rage Against the Machine > Song (англ.). norwegiancharts.com. Архів оригіналу за 27 грудня 2008. Процитовано 29 жовтня 2008.
27. ↑  Swedish charts portal - Search for: Rage Against the Machine > Song (англ.). swedishcharts.com. Архів оригіналу за 22 грудня 2008. Процитовано 29 жовтня 2008.
28. ↑  >> IRMA << Irish Charts - Singles, Albums & Compilations >>. Архів оригіналу за 11 січня 2013. Процитовано 30 липня 2011.
29. ↑  Top Music Video - Rage Against the Machine (англ.). Billboard.com. 13 грудня 1997. Архів оригіналу за 28 грудня 2008. Процитовано 29 жовтня 2008.
30. ↑  Top Music Video - The Battle of Mexico City (англ.). Billboard.com. 10 березня 2001. Архів оригіналу за 28 грудня 2008. Процитовано 29 жовтня 2008.
31. 1 2  ARIA Charts - Accreditations - 2008 DVD (англ.). Australian Recording Industry Association. Архів оригіналу за 29 вересня 2011. Процитовано 30 жовтня 2008.
32. ↑  Top Music Video - Live at the Grand Olympic Auditorium (англ.). Billboard.com. 27 грудня 2003. Архів оригіналу за 28 грудня 2008. Процитовано 29 жовтня 2008.
33. 1 2 3 4  Album notes for {{{title}}}  by Rage Against the Machine  [DVD back cover].
34. 1 2  (2003) Album notes for {{{title}}}  by Rage Against the Machine  [DVD back cover].
35. ↑  Rage Against the Machine - "No Shelter" (англ.). MTV Networks. Архів оригіналу за 28 жовтня 2008. Процитовано 30 жовтня 2008.
36. ↑  Rage Against the Machine - "Guerrilla Radio" (англ.). MTV Networks. Архів оригіналу за 20 грудня 2008. Процитовано 30 жовтня 2008.
37. ↑  Moore, Michael (26 серпня 2000). Sleep Now in the Fire. Mike's Letter (англ.). MichaelMoore.com. Архів оригіналу за 14 липня 2013. Процитовано 30 жовтня 2008.
38. ↑  Basham, David (7 грудня 2000). "Renegades" Single Posed Tough Challenge for Rage (англ.). MTV Networks. Архів оригіналу за 20 грудня 2008. Процитовано 30 жовтня 2008.